# Axel Straube
Axel Straube (Wettin, 29 settembre 1942 – 15 maggio 2017) è stato un cestista tedesco.

## Carriera
Con la Germania Est ha disputato due edizioni dei Campionati europei (1963, 1965).